# 大西裕
大西 裕（おおにし ゆたか、1965年 - ）は、日本の政治学者、行政学者。神戸大学大学院法学研究科教授、日本政治学会第32代理事長。専門は韓国の政治・行政、アジアの政治経済。

## 略歴
兵庫県氷上郡春日町（現：丹波市）生まれ。1983年3月兵庫県立柏原高等学校卒業。1989年3月京都大学法学部卒業。1991年3月京都大学大学院法学研究科修士課程修了。1993年3月京都大学大学院法学研究科博士課程中途退学。京都大学では村松岐夫に師事した。
大阪市立大学法学部助手（1993年）、同助教授（1994年）、高麗大学校客員教授（1997年 - 1998年）を経て、2005年より神戸大学大学院法学研究科教授。
2006年9月、京都大学より博士（法学）を取得。学位論文は「韓国経済の政治分析―大統領の政策選択―」。
政治学の専門誌『レヴァイアサン』の編集委員を、46号（2009年春）から務めている。
2014年、『先進国・韓国の憂鬱』で第36回サントリー学芸賞受賞。

## 著書

### 単著
- 『韓国経済の政治分析――大統領の政策選択』（有斐閣、2005年）
- 『先進国・韓国の憂鬱――少子高齢化、経済格差、グローバル化』（中公新書、2014年）

### 共著
- （梅津実・坪郷実・後房雄・森脇俊雅・山田真裕）『新版 比較・選挙政治――21世紀初頭における先進6カ国の選挙』（ミネルヴァ書房、2004年）
- （樋口直人・小倉紀蔵）『嫌韓問題の解き方――ステレオタイプを排して韓国を考える』朝日選書 (朝日新聞出版、2016年)
- （新川敏光・大矢根聡・田村哲樹）『政治学』（有斐閣, 2017年）

### 編著
- 『選挙管理の政治学――日本の選挙管理と「韓国モデル」の比較研究』（有斐閣、2013年）
- 『選挙ガバナンスの実態　世界編――その多様性と「民主主義の質」への影響』（ミネルヴァ書房、2017年）
- （五百旗頭真監修・大西裕編著）『災害に立ち向かう自治体間連携――東日本大震災にみる協力的ガバナンスの実態』（ミネルヴァ書房、2017年）

### 共編著
- （片山裕）『アジアの政治・経済入門』（有斐閣、2006年／新版2010年）
- （新川敏光）『日本・韓国』世界政治叢書9（ミネルヴァ書房、2008年）
- （大矢根聡）『ＦＴＡ・ＴＰＰの政治学――貿易自由化と安全保障・社会保障』（有斐閣, 2016年）